# Peter F. Causey
Peter Foster Causey (11 de janeiro de 1801 - 15 de fevereiro de 1871) foi um político norte-americano que foi governador do estado do Delaware, no período de 1855 a 1859, pelo Partido Whig.